# Isola (jeu)
Pour les articles homonymes, voir Isola.
Isola  est un jeu de stratégie combinatoire abstrait pour deux joueurs, créé en 1972 par Bernd Kienitz et qui connut un succès au début des années 1980 à la suite de son édition en jeu de société. Il fut à l'origine de nombreux programmes des ludothèques naissantes des ordinateurs familiaux dans la première moitié de la décennie 80. Il a souvent fait l'objet de programmation BASIC dans les magazines et livres de l'époque (en particulier Jeux et Stratégie l'a proposé).
Il se joue sur un terrain de jeu de 8x6 cases (bien que d'autres tailles de terrains de jeu aient été proposées). Chaque joueur possède un pion. Au début du jeu, les deux pions sont situés au milieu de deux côtés opposés.
À chaque tour, chaque joueur :

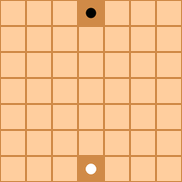
Position de départ sur un terrain de jeu de 7x7 cases.

1. déplace son pion vers une case libre adjacente ou touchant la case de départ par un coin (comme un roi aux échecs) et
2. détruit ensuite une case du jeu non occupée pour le reste de la partie (dans la version commercialisée, on appuyait avec le doigt sur la case qui se déboitait alors du tablier).

Le premier joueur qui ne peut plus déplacer son pion - c'est-à-dire qui se trouve sur une case qui ne touche plus aucune case libre ni par un côté ni par un coin - perd la partie.

## Jeu vidéo
- édité par vifi nathan pour alice, philips vg5000, mo5 et to7, cf http://dcmoto.free.fr/programmes/telerama-n1/index.html

## programmation
- jeux et stratégie no 31, p54